# Joey Baron
Pour les articles homonymes, voir Baron.
Joey Baron, né le 26 juin 1955 à Richmond (Virginie), est un batteur et clavieriste américain de jazz et de musique expérimentale, surtout connu pour ses collaborations avec Bill Frisell, Stan Getz et John Zorn.

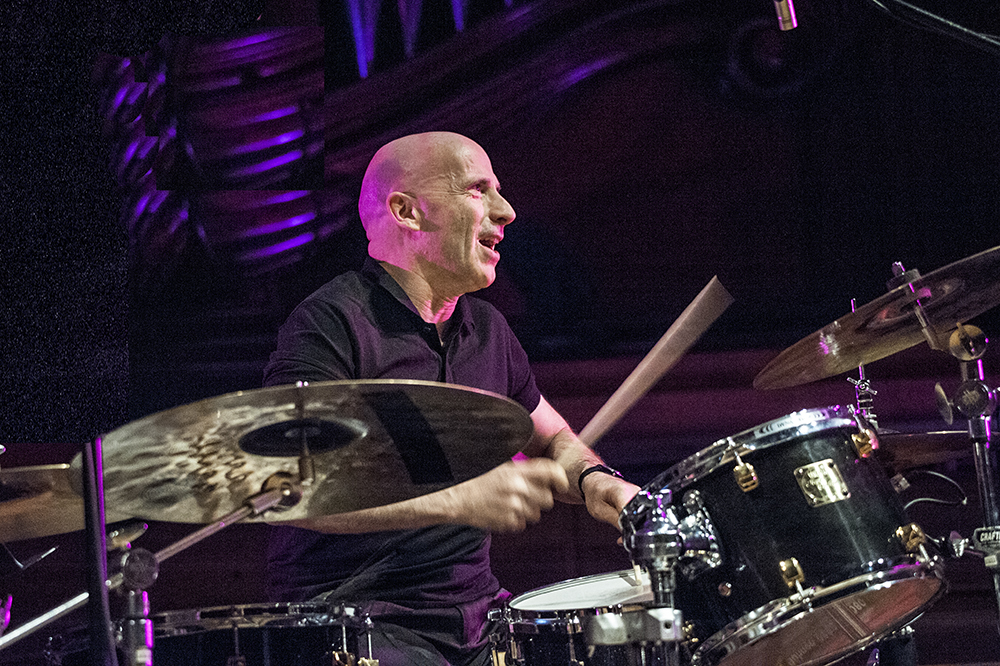
Joey Baron joue de la batterie avec Tomasz Stańko à la Philharmonie de Varsovie, décembre 2010.

## Biographie
Il entame l'apprentissage de la batterie dès l'âge de neuf ans; il joue très tôt avec diverses formations locales et s'intéresse à des registres musicaux très variés, allant du jazz au rhythm and blues, en passant par la country et la musique latine.
Plus tard il part vivre à Boston, où il intègre la scène blues et jazz locale, au côté de musiciens importants comme Tony Bennett, Jim Hall, Jay McShann, Big Joe Turner, Hampton Hawes ou Red Mitchell.
Au cours des années 1980, il collabore régulièrement avec Marc Johnson, Enrico Pieranunzi, Toots Thielemans et Fred Hersch. Par l'intermédiaire de Bill Frisell, il fait plus tard la connaissance de John Zorn, avec qui il commence une collaboration qui se poursuit encore à ce jour.
Parmi les nombreux autres musiciens avec qui il a collaboré tout au long de sa carrière, on peut citer Laurie Anderson, John Scofield, Al Jarreau, Jim Hall, Eric Vloeimans, Dizzy Gillespie, Eliane Elias, David Bowie, Art Pepper, John Abercrombie et Tim Berne. Il a également joué dans l'Orchestre philharmonique de Los Angeles et apparaît dans le documentaire de Nicolas Humbert et Werner Penzel Step Across the Border, consacré à Fred Frith.

## Discographie (incomplète)
- 1988 - Miniature (JMT) avec Tim Berne, Hank Roberts
- 1991 - Tongue In Groove (JMT) avec Steve Swell, Ellery Eskelin
- 1991 - RA Isedpleasuredot (JMT)
- 1997 - Down Home (Intuition) avec Arthur Blythe, Bill Frisell, Ron Carter
- 2000 - We´ll Soon Find Out (Intuition)
- 2013 Just Listen[2] avec Bill Frisell (relative pitch records[3])